# Margaritispora monticola
Margaritispora monticola är en svampart som beskrevs av Dyko 1978. Margaritispora monticola ingår i släktet Margaritispora, ordningen disksvampar, klassen Leotiomycetes, divisionen sporsäcksvampar och riket svampar.   Inga underarter finns listade i Catalogue of Life.